# Knowing Me, Knowing You
Knowing Me, Knowing You is een nummer van de Zweedse popgroep ABBA. Het nummer werd geschreven door Benny Andersson, Björn Ulvaeus en hun manager Stig Anderson, met de hoofdvocalen gezongen door Anni-Frid Lyngstad. Knowing Me, Knowing You heeft de werktitels Ring It In en Number One, Number One gehad. Het nummer staat op het album Arrival. Ook komt het voor in de musical Mamma Mia!. Op 14 februari 1977 werd het nummer op single uitgebracht.

## Achtergrond
Knowing Me, Knowing You werd opgenomen in 1976 en uitgebracht in februari 1977. Het werd een van de meest succesvolle ABBA-nummers. 
Verbroken liefdesrelaties zijn een vaker terugkerend thema in nummers van ABBA, bijvoorbeeld ook in The Winner Takes It All (1980), One Of Us (1981) en When All Is Said and Done (1981).
De plaat werd wereldwijd een hit en bereikte in de VS de 14e positie, in Canada de 5e, Australië de 9e, Nieuw-Zeeland de 8e, Rhodesië de 11e, Zuid-Afrika, Duitsland, Ierland en het Verenigd Koninkrijk de nummer 1-positie. In thuisland Zweden werd echter géén notering behaald.
In Nederland was de plaat op donderdag 17 februari 1977 TROS Paradeplaat op de befaamde TROS donderdag en op vrijdagavond 18 februari 1977 Veronica Alarmschijf in haar 1 uur zendtijd op Hilversum 3 en werd mede hierdoor een gigantische hit in de destijds twee landelijke hitlijsten op de nationale publieke popzender. De plaat bereikte de 3e positie in de Nederlandse Top 40 en de 2e in de Nationale Hitparade. In de op Hemelvaartsdag 1976 gestarte Europese hitlijst op Hilversum 3, de TROS Europarade, werd de nummer 1-positie behaald.
Im België bereikte de plaat de nummer 1-positie in zowel de voorloper van de Vlaamse Ultratop 50 als de Vlaamse Radio 2 Top 30 en de Waalse hitlijst.
Volgens de United World Chart was Knowing Me, Knowing You de op een na best verkochte single van 1977.

## Hitnoteringen

### Nederlandse Top 40
| Knowing Me, Knowing You in de Nederlandse Top 40 binnen: 26 februari 1977 | Knowing Me, Knowing You in de Nederlandse Top 40 binnen: 26 februari 1977 | Knowing Me, Knowing You in de Nederlandse Top 40 binnen: 26 februari 1977 | Knowing Me, Knowing You in de Nederlandse Top 40 binnen: 26 februari 1977 | Knowing Me, Knowing You in de Nederlandse Top 40 binnen: 26 februari 1977 | Knowing Me, Knowing You in de Nederlandse Top 40 binnen: 26 februari 1977 | Knowing Me, Knowing You in de Nederlandse Top 40 binnen: 26 februari 1977 | Knowing Me, Knowing You in de Nederlandse Top 40 binnen: 26 februari 1977 | Knowing Me, Knowing You in de Nederlandse Top 40 binnen: 26 februari 1977 |
| Week:                                                                     | 1                                                                         | 2                                                                         | 3                                                                         | 4                                                                         | 5                                                                         | 6                                                                         | 7                                                                         |                                                                           |
| ------------------------------------------------------------------------- | ------------------------------------------------------------------------- | ------------------------------------------------------------------------- | ------------------------------------------------------------------------- | ------------------------------------------------------------------------- | ------------------------------------------------------------------------- | ------------------------------------------------------------------------- | ------------------------------------------------------------------------- | ------------------------------------------------------------------------- |
| Positie:                                                                  | 11                                                                        | 4                                                                         | 3                                                                         | 4                                                                         | 7                                                                         | 16                                                                        | 32                                                                        | uit                                                                       |

### Nationale Hitparade
| Knowing Me, Knowing You in de Nationale Hitparade binnen: 26 februari 1977 | Knowing Me, Knowing You in de Nationale Hitparade binnen: 26 februari 1977 | Knowing Me, Knowing You in de Nationale Hitparade binnen: 26 februari 1977 | Knowing Me, Knowing You in de Nationale Hitparade binnen: 26 februari 1977 | Knowing Me, Knowing You in de Nationale Hitparade binnen: 26 februari 1977 | Knowing Me, Knowing You in de Nationale Hitparade binnen: 26 februari 1977 | Knowing Me, Knowing You in de Nationale Hitparade binnen: 26 februari 1977 | Knowing Me, Knowing You in de Nationale Hitparade binnen: 26 februari 1977 | Knowing Me, Knowing You in de Nationale Hitparade binnen: 26 februari 1977 |
| Week:                                                                      | 1                                                                          | 2                                                                          | 3                                                                          | 4                                                                          | 5                                                                          | 6                                                                          | 7                                                                          |                                                                            |
| -------------------------------------------------------------------------- | -------------------------------------------------------------------------- | -------------------------------------------------------------------------- | -------------------------------------------------------------------------- | -------------------------------------------------------------------------- | -------------------------------------------------------------------------- | -------------------------------------------------------------------------- | -------------------------------------------------------------------------- | -------------------------------------------------------------------------- |
| Positie:                                                                   | 16                                                                         | 3                                                                          | 2                                                                          | 2                                                                          | 8                                                                          | 14                                                                         | 27                                                                         | uit                                                                        |

### TROS Europarade
Hitnotering: 10-03-1977 t/m 02-06-1977. Hoogste notering: #1 (4 weken).

### Evergreen Top 1000
| Evergreen Top 1000 "Knowing Me, Knowing You" | Evergreen Top 1000 "Knowing Me, Knowing You" | Evergreen Top 1000 "Knowing Me, Knowing You" | Evergreen Top 1000 "Knowing Me, Knowing You" | Evergreen Top 1000 "Knowing Me, Knowing You" | Evergreen Top 1000 "Knowing Me, Knowing You" | Evergreen Top 1000 "Knowing Me, Knowing You" | Evergreen Top 1000 "Knowing Me, Knowing You" | Evergreen Top 1000 "Knowing Me, Knowing You" | Evergreen Top 1000 "Knowing Me, Knowing You" | Evergreen Top 1000 "Knowing Me, Knowing You" |
| Jaar                                         | 2008                                         | 2009                                         | 2010                                         | 2011                                         | 2012                                         | 2013                                         | 2014                                         | 2015                                         | 2016                                         | 2017                                         |
| -------------------------------------------- | -------------------------------------------- | -------------------------------------------- | -------------------------------------------- | -------------------------------------------- | -------------------------------------------- | -------------------------------------------- | -------------------------------------------- | -------------------------------------------- | -------------------------------------------- | -------------------------------------------- |
| Positie                                      | -                                            | -                                            | -                                            | -                                            | -                                            | -                                            | 651                                          | 742                                          |                                              |                                              |

### NPO Radio 2 Top 2000
| Nummer met noteringen in de NPO Radio 2 Top 2000 | '99 | '00 | '01 | '02 | '03 | '04 | '05 | '06 | '07 | '08 | '09  | '10 | '11  | '12  | '13  | '14  | '15  | '16  | '17  | '18 | '19 | '20 | '21 | '22 | '23 | '24 |
| ------------------------------------------------ | --- | --- | --- | --- | --- | --- | --- | --- | --- | --- | ---- | --- | ---- | ---- | ---- | ---- | ---- | ---- | ---- | --- | --- | --- | --- | --- | --- | --- |
| Knowing Me, Knowing You                          | 541 | 753 | 721 | 904 | 706 | 823 | 759 | 917 | 663 | 746 | 1007 | 941 | 1103 | 1158 | 1368 | 1272 | 1255 | 1221 | 1094 | 822 | 917 | 839 | 790 | 740 | 702 | 757 |

1. ↑  Een vetgedrukt getal geeft de hoogste notering aan.